# Maciej Sosnowski (kardiolog)
Maciej Sosnowski (ur. 8 marca 1959 w Krakowie) – polski kardiolog, profesor zwyczajny III Katedry Kardiologii Śląskiego Uniwersytetu Medycznego w Katowicach.

## Życiorys
Studia medyczne ukończył na Śląskiej Akademii Medycznej. W latach 1983–2003 pracował w Okręgowym Szpitalu Kolejowym w Katowicach. Stopień doktorski otrzymał w 1993 broniąc pracy Przydatność analizy zmienności rytmu zatokowego w rozpoznawaniu i różnicowaniu dysfunkcji węzła zatokowo-przedsionkowego przygotowanej pod kierunkiem Tadeusza Petelenza. Habilitował się w 2002 na podstawie oceny dorobku naukowego i rozprawy pt. Frakcja zmienności rytmu serca u osób zdrowych i z chorobą niedokrwienną serca. Zagadnienia metodyczne oraz przydatność kliniczna ze szczególnym uwzględnieniem dysfunkcji lewej komory i zaburzeń rytmu serca.  Jest laureatem nagrody "Rosana Degani; Computers in Cardiology Soc., London 1993) i zdobywcą 1 nagrody w zakresie kardiologii podczas Europejskiego Kongresu Kardiologicznego w Sztokholmie w 1997r (1st Prize Winner Young Researchers Award in Cardiology). Tytuł naukowy profesora nauk medycznych otrzymał w 2013.
Na macierzystej uczelni pełnił funkcję prorektora. W Górnośląskim Centrum Medycznym w Katowicach Ochojcu jest zastępcą kierownika Zakładu Diagnostyki Obrazowej,  pełniąc funkcję kierownika Zakładu Nieinwazyjnej Diagnostyki Serca i Naczyń 3 Katedry Kardiologii Śląskiego Uniwersytetu Medycznego. Na dorobek naukowy M. Sosnowskiego składa się szereg opracowań oryginalnych publikowanych m.in. w czasopismach takich jak „Cardiology Journal”, „Annals of Noninvasive Electrocardiology”, „Clinical Research in Cardiology”,"Computers in Cardiology" oraz „Circulation Journal”.